# イグサ

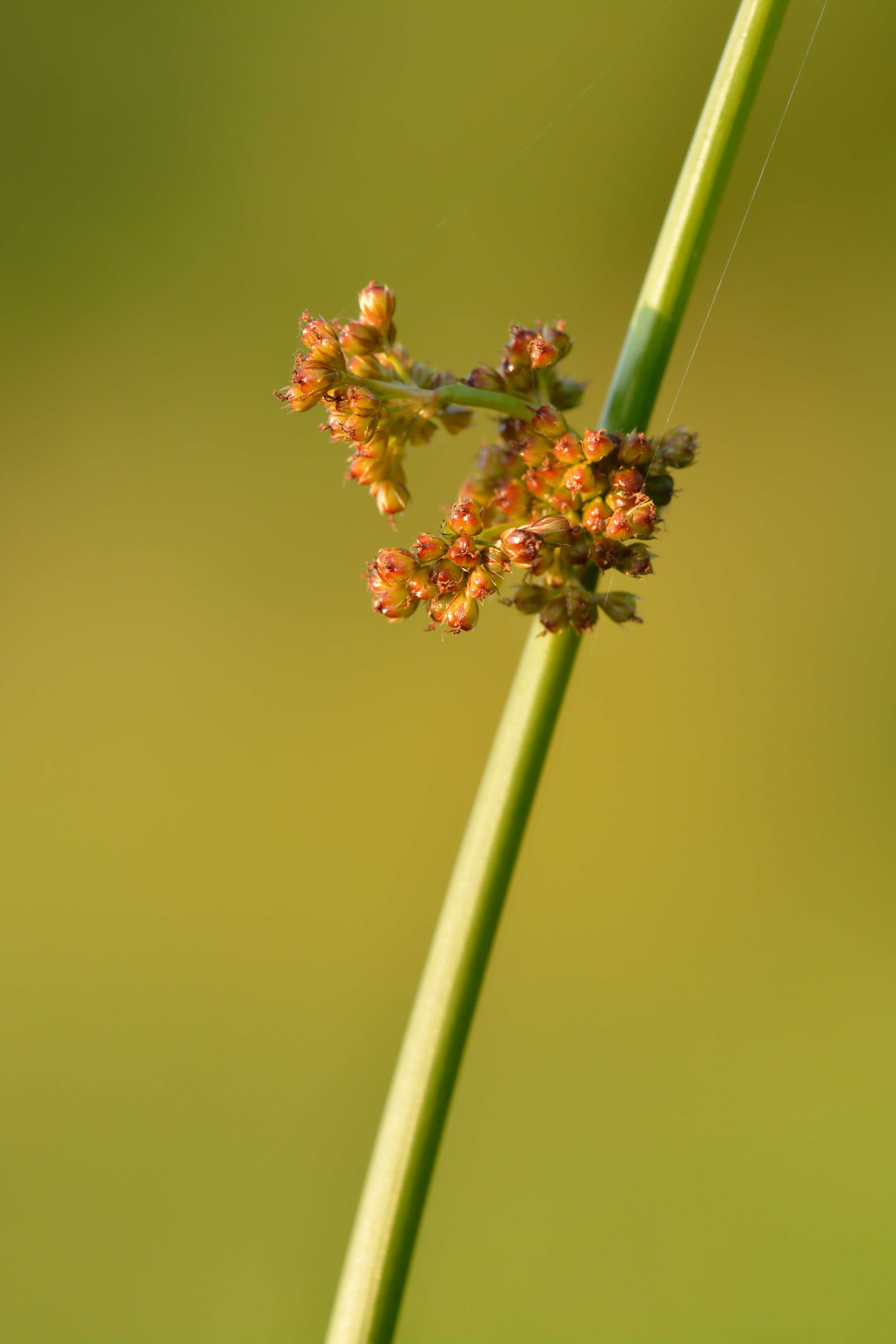

イグサ（藺草、井草、イ草、Juncus decipiens）は、単子葉植物イグサ科イグサ属の多年草植物。標準和名はイ（藺または井）であり、植物名としては「イ」、作物名としては「いぐさ」である。また、植物名の「イ」は最も短い標準和名としても知られている。
別名：トウシンソウ（燈芯草）。畳表を作るのに使われる。俳句では夏（仲夏）の季語とされる。

## 特徴
日本、朝鮮半島、台湾、中国の温帯に分布する。湿地や浅い水中に生える多年草である。ただし、乾燥地でもよく耐える。
形態的特徴としては、成植物では、茎（地上茎、地下茎）、葉（葉鞘）及び根から成る。草丈は生育環境によって異なり、40センチ程度から1メートルを超えるものまである。
茎は円筒状で基部に6枚から7枚の葉を有する。ただし、葉は茎の基部を包む短い鞘状のもの（葉鞘）に退化している。
花序の着生は仮側性の集散花序である。花序は茎の先に付くが、外見上は花序が茎の途中に付いているように見える。実際には花が出る部分までが花茎で、そこから先は花序の下から出る苞にあたる。

## 利用
畳表やゴザはイグサの茎で作られる。そのために使われるのは栽培用の品種でコヒゲ（小髭: cv.Utilis）と呼ばれる（後述）。
なお、琉球畳（琉球表）や柔道畳（柔道場の畳）に用いられる植物にシチトウイ（七島藺）があるが、これはイネ目カヤツリグサ科カヤツリグサ属の多年生草本で、茎の断面も三角形であるなどイグサとは違いがある。
このほか、イグサの茎は帽子や枕の素材としても利用される。
他に花茎がばねのように巻く品種があり、ラセンイ（螺旋藺: cv. Spiralis）と呼ばれ、観賞用に栽培される。
ちまきを笹などでくるむ際に、結わえる紐としても用いられる。
また別名のトウシンソウは「燈芯草」の意味で、かつて油を燃やす燈火で明りを採っていた時代にこの花茎の髄を燈芯として使ったことに由来する。今日でも和蝋燭の芯の素材として用いられている。かつては利尿や不眠症、切り傷や打撲、水腫の薬としても用いられた。
イグサはビタミン類やミネラル、葉酸、食物繊維を含み、加工すれば食用にもなる。産地である熊本県八代市の食品メーカーであるイナダは、無農薬栽培したイグサの粉末を使ったアイスクリームなどを製造・販売している。熊本県いぐさ・畳表活性化連絡協議会は2017年、丸繁製菓（愛知県碧南市）の協力を得て、食事に使った後は食べられるイグサの箸を開発した。

## 栽培

### 品種
栽培用の品種であるコヒゲは丈が1.5メートルと長く、花が付きにくいなどの特徴がある。
畳表用に、日本の熊本県が育成者権（2021年6月まで）を持つ「ひのみどり」という品種があるが、中国に持ち出されて違法輸入されるケースがある。

### 主な生産地とシェア
イグサの日本における主な産地は熊本県八代地方であり、国産畳表の8～9割のシェアを誇り、また歴史的文化財の再生にも使用される高級品を出荷する。他には石川県、岡山県、広島県、高知県、福岡県、佐賀県、大分県でも生産されている。
1970年代においては、備後（備後表、広島県）産が価格、品質共に抜き出ていた。当時生産量の半数を占めていた熊本県は、品質向上を図るために人工着色剤を使った業者を摘発。手数料という名の罰金を集め、1974年に当時としては珍しい熊本県産畳表のテレビコマーシャルを流した。
中国などの外国産の安価な畳表が多く輸入されるようになり、2001年には、ねぎ、生しいたけとともにセーフガードの暫定処置の対象となった。2007年以降、畳表の供給量に対し国産畳表の割合は20%前後にまで低下している。さらに住宅居室の洋化によって畳の需要が低下し、イグサ生産農家が減少し続けている。近年になり自然素材の見直しや健康志向の高まりによって再びその価値に注目が集まっており、国内産地ではさらなる品質の向上・高級化や需要拡大を目指している。熊本県農業研究センターはアグリシステム総合研究所に「いぐさ研究室」を設けている。いぐさ研究室と九州大学の研究によると、イグサの香りには人をリラックスさせる効果がある。熊本県主催の「いぐさセミナー」（2019年）では、イ草茶やイグサを使った茶室、内装材の試作品が披露された。

### 栽培体系
産地の熊本県では、畑苗（一次苗）と八月苗（二次苗）の二段階で一年間かけて栽培されており、畑地で栽培した畑苗を8月下旬から9月上旬にかけて二次苗床に移して栽培し、さらに11月下旬以降にこれを本田（水田）に植え付ける。

## 近縁種

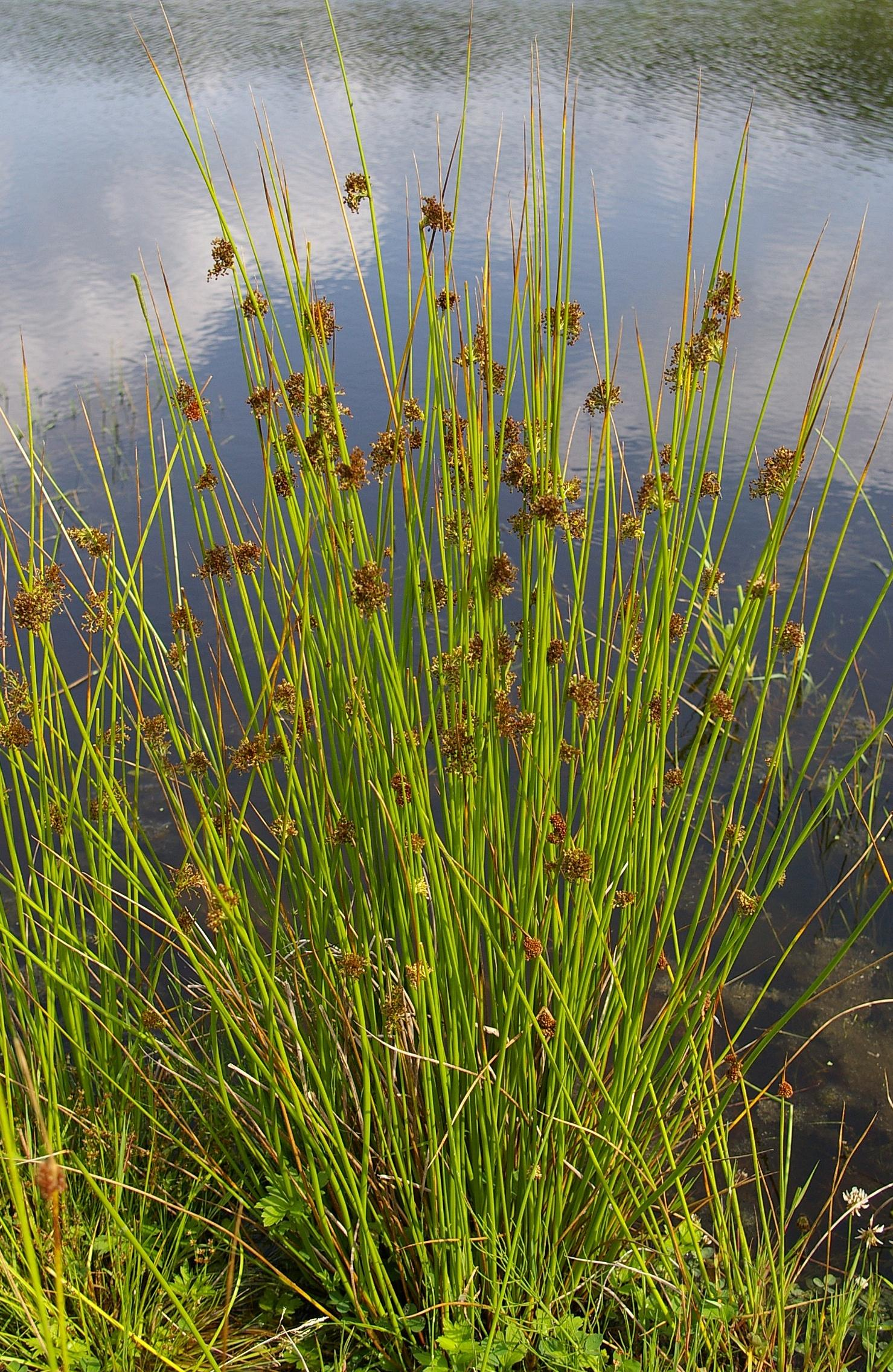
イグサ（ドイツ産の基本変種） Juncus effusus

種としては北半球の温帯に広く分布する。基本変種はヨーロッパから北アメリカに分布し、やや大柄で果実の形が少し異なるなどの違いがある。
日本では全国に分布し、平地から山地まで生育範囲も広い。種内の変異が大きく、山地に出現する小柄なものをヒメイ（姫藺）と呼ぶが、中間型があって明確な区別はできない。また、花の柄がごく短く花序が頭状になるものをタマイという。
イグサ属は日本に十数種ある。しかし、イグサに似た姿のものは多くない。コウガイゼキショウ（笄石菖：J. leschenaultii Gay）やクサイ（草藺：J. tenuis Willden.）などが普通種であるが、これらは根出葉が発達し花序は茎の先端について苞が発達しないので、普通の草の姿に見える。コウガイゼキショウは湿地などに生えるがよく似た近縁種が多く、分類は難しい。
イグサに似た姿の種としてはホソイ（細藺：J. setchuensis Buchen. var. effusoides Buchen.）やタカネイ（高嶺藺：J. triglumis L.）などがある。

## 似た名称の植物
○○イという名をもつ植物は他にもあり、イグサ科のほかカヤツリグサ科に多い。これらは外見がイグサに似た姿の植物である。フトイ（太藺）、サンカクイ（三角藺）、シカクイ（四角藺）、ハリイ（針藺）、マツバイ（松葉藺）などがある。